# Einstossflammenwerfer 46
De Einstossflammenwerfer 46 was een in nazi-Duitsland ontworpen vlammenwerper die in 1944 in gebruik werd genomen. De vlammenwerper was goedkoop en uiterst geschikt voor massaproductie. Het wapen had een bereik van 27 meter en werd voornamelijk gebruikt door de Volkssturm en de Weerwolven, maar ook de Duitse parachutisten (Fallschirmjäger) maakten gebruik van deze vlammenwerper.